# Yaba (Lagos)

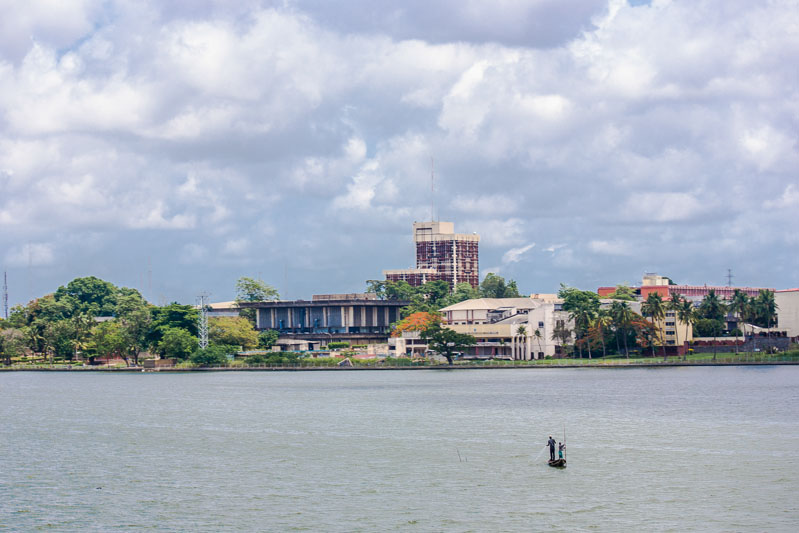
Die Universität von Lagos

Yaba ist ein Stadtteil der Agglomeration Lagos, Nigeria. Er gilt mit seinen Bildungseinrichtungen und technologischen Startups als technologisches Zentrum von Lagos. Der 2021 eingeweihte, hochmoderne Hauptbahnhof Mobolaji Johnson in Yaba verbindet Lagos mit der drittgrößten Stadt des Landes, Ibadan, über eine der wenigen Normalspurbahnen Afrikas. Der Busbahnhof von Yaba fällt durch seine zeltartige Konstruktion auf. Der Markt von Yaba, vor allem rund um Tejuosho, gilt als „das Einkaufszentrum von Lagos“.
Administrativ gehört Yaba zur Stadtverwaltung „Lagos Mainland“.

## Bildungseinrichtungen
Die Universität von Lagos, das Yaba College of Technology, das Queen's College, das Nigerian Institute of Medical Research, das Igbobi College, das Federal Science and Technical College und das Federal College of Education (Technical) Akoka befinden sich in Yaba.
Die CETEP City University ist eine private Hochschule in Yaba. Die Universität bietet seit ihrer Gründung im Jahr 2005 Studiengänge auf Undergraduate- und Postgraduate-Ebene an.
Das Lagos State College of Health Technology (LASCOHET) ist eine Einrichtung, die Studiengänge im Gesundheitsbereich anbietet, wie z. B. Gesundheitsinformationsmanagement, Pharmazietechnik, medizinische Labortechnik, Community Health Extension und Umweltgesundheitstechnik; sie befindet sich in Yaba.

## Tech-Startups
Yaba ist auch einer der bevorzugten Standorte für die Ansiedlung vieler Unternehmen. Dank zahlreicher Start-ups wie Hotels.ng, CcHUB und Andela hat sich Yaba zu einem Technologiezentrum entwickelt. Andela gehört zu den sieben Tech-Einhörnern Afrikas.
2016 besuchte Mark Zuckerberg ein „Summer Bootcamp“, in dem lokale Kinder in ihren Schulferien Programmiersprachen wie Python erlernen.

## Tourismus

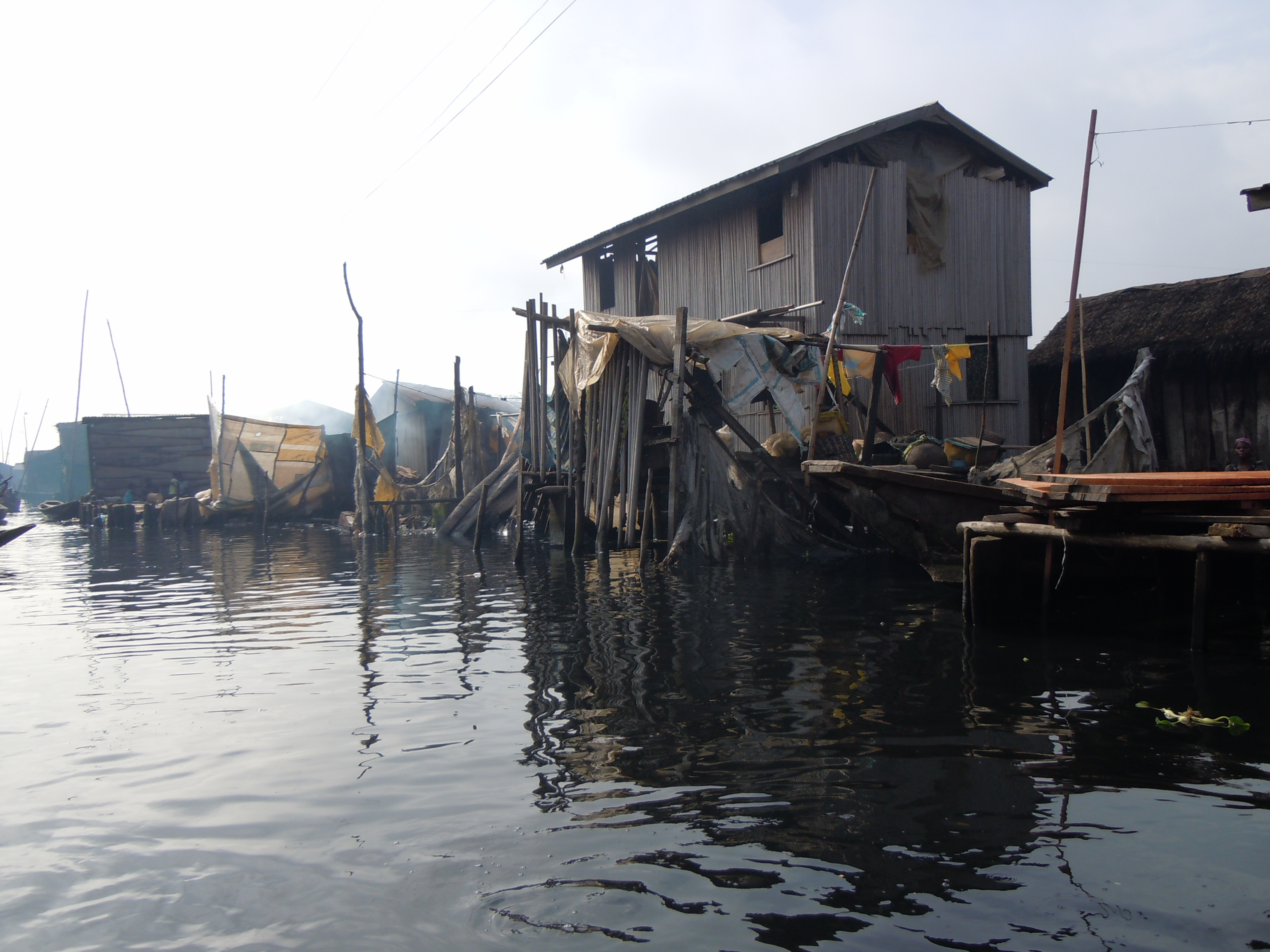
Stadtteil Makoko

Zu Yaba gehört auch der schwimmende Stadtteil Makoko, der mangels festem Untergrund buchstäblich als „No-go-area“, unter bootstauglichen Touristen wegen der besonderen Eigenheiten der auf dem Wasser lebenden Bewohner aber auch als Geheimtipp gilt.
Ein Besuch des „Venedigs Afrikas“ sollte jedoch nur mit einem vertrauenswürdigen Touristenführer stattfinden.

## Krankenhäuser
Das Federal Neuro Psychiatric Hospital betreut seit 1907 psychiatrische Patienten.
Das 68 Nigerian Army Reference Hospital in Yaba spielte eine wesentliche Rolle bei der Pflege verwundeter alliierter Soldaten während des Zweiten Weltkrieges.

## Schnäppchen-Markt

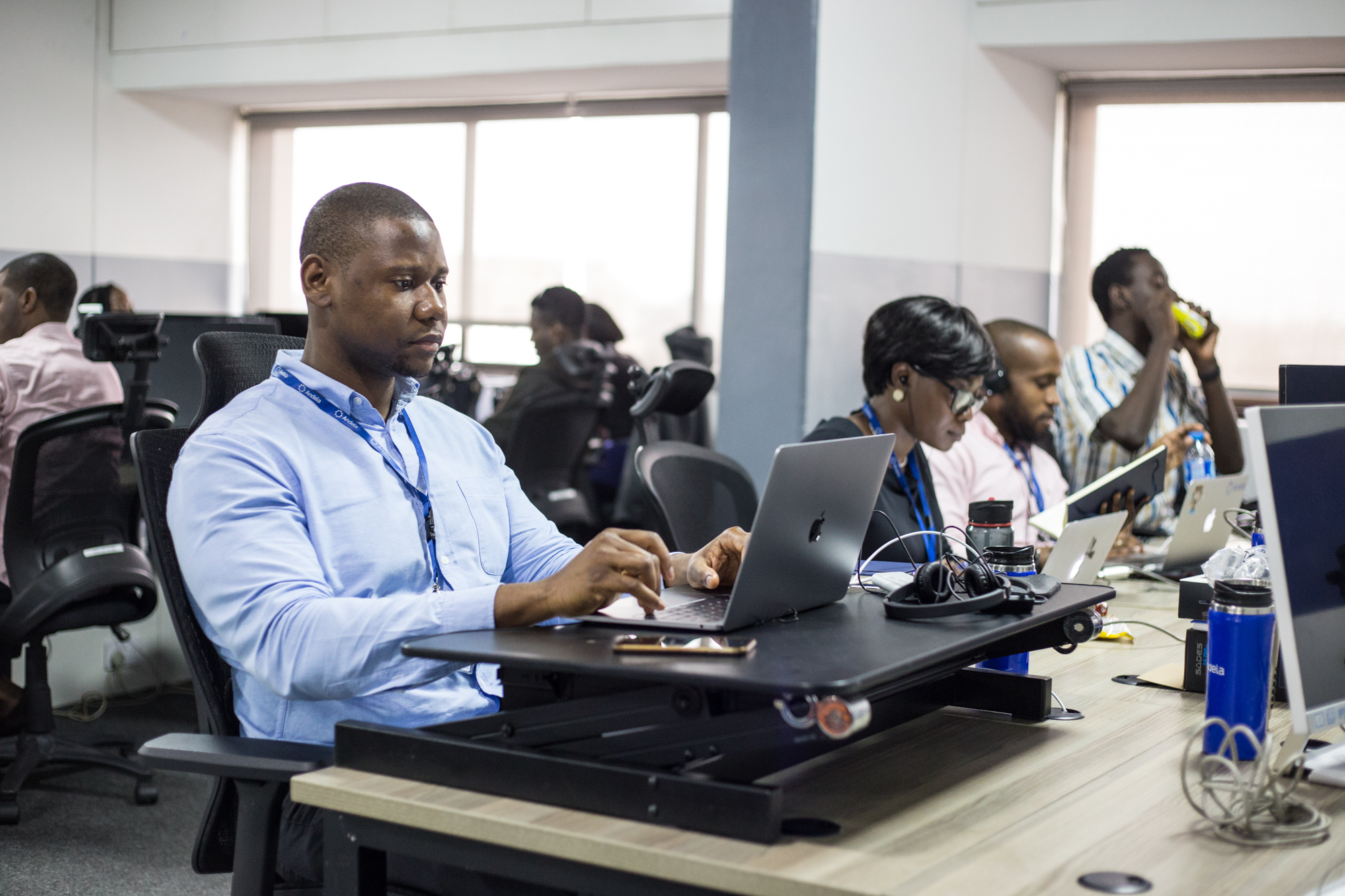
Tech-Einhorn Andela in Yaba

Der Yaba-Markt ist auch einer der belebtesten Märkte von Lagos. Er ist bekannt für seine niedrigen Preise und seine Ausverkäufe, vor allem in den Abendstunden.
Der Markt ist bekannt für seine außergewöhnlich preiswerte Kleidung. Auf dem Tejuosho-Markt findet man große Mengen importierter Secondhand-Hosen, -Kleider, -Jacken usw. Auch nigerianische Kleidung ist auf Schaufensterpuppen zum Verkauf ausgestellt.
Wer nicht unter freiem Himmel einkaufen möchte, kann den Tejuosho-Einkaufskomplex betreten und in den verschiedenen Geschäften stöbern. Innerhalb des Komplexes gibt es eine Apotheke, mehrere Lebensmittelgeschäfte, Kosmetikläden und einiges mehr. Ein weiteres Top-Einkaufszentrum ist das E-Centre. Das Einkaufszentrum liegt direkt an der Commercial Avenue und beherbergt die bekannten Ozone-Kinos. Viele Studenten besuchen das Einkaufszentrum, um sich zu entspannen. Es gibt verschiedene Abteilungen, um die Wünsche der Besucher zu erfüllen: z. B. für den medizinischen Bedarf, für Brillen und für Haushaltswaren und Lebensmittel.

## Verkehr

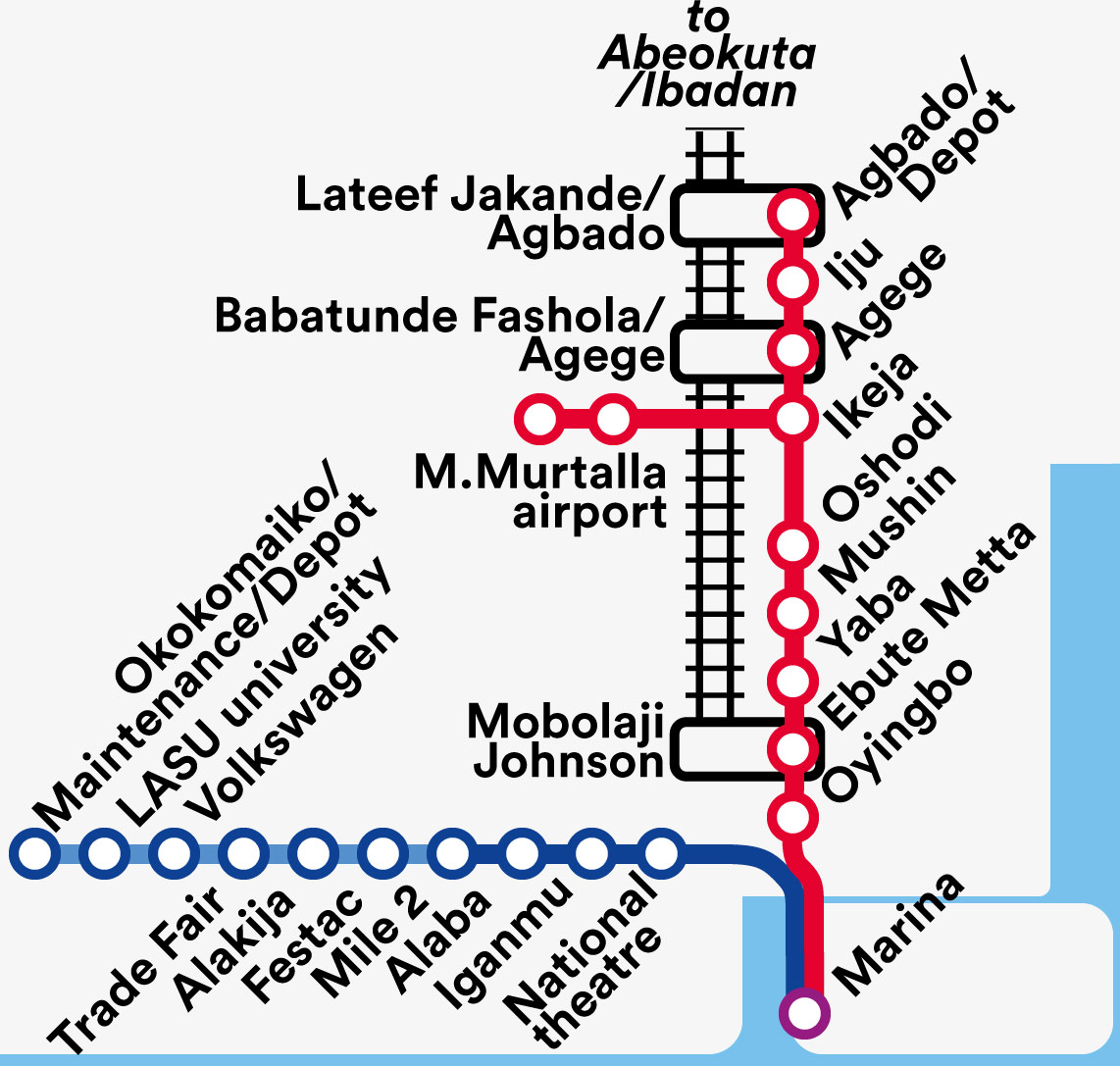
S-Bahn von Lagos wie geplant für Ende 2024

Mit der im Bau befindlichen "Red line" der S-Bahn von Lagos wird Yaba einen eigenen S-Bahnhof bekommen. (Die "Blue line" wurde 2023 eingeweiht.)